# Раздоры (Волгоградская область)
Раздоры — хутор в составе муниципального образования — Городского округа город Михайловка Волгоградской области.
Бывшая станица Раздорская в составе Усть-Медведицкого округа Области Войска Донского Российской империи.
Население — 329 (2010)

## История
Основан в XVII веке как казачий городок Раздоры. Городок упоминается в перечне казачьих городков, располагавшихся по Хопру, Бузулуку и Медведицы в 1698 году. Согласно перечню в городке проживали 35 казаков и 31 бурлак.
После перехода к станичному делению городок получил статус станицы. Станица Раздорская относилась к Усть-Медведицкому округу Земли Войска Донского (с 1870 — Область Войска Донского). В 1859 году в станице проживало 1011 мужчин и 931 женщина, имелась церковь. 
Согласно переписи населения 1897 года в станице Раздорской-на-Медведице проживало 1465 мужчин и 1552 женщины, из них грамотных: мужчин — 544, женщин — 79.
Согласно алфавитному списку населённых мест Области Войска Донского 1915 года в станице имелось станичное правление, церковь, двухклассное приходское училище, кожевенный завод, проживало 1638  мужчины и 1219 женщин, земельный надел составлял 11184 десятины. Станицу обслуживало Сенновское почтово-телеграфное отделение.
В 1928 году станица Раздорская была включена в состав Берёзовского района Хопёрского округа (упразднён в 1930 году) Нижне-Волжского края (с 1934 года - Сталинградский край). В 1935 году Раздорский сельсовет был передан в состав Раковского района Сталинградского края (с 1936 года - Сталинградской области). В 1953 году Субботинский, Раздорский и Глинищеский были объединены в один Субботинский сельсовет с центром в хуторе Субботин. В 1955 году территория передана в состав Михайловского района.
Позднее Субботинский сельсовет был упразднён, хутор Раздоры включён в состав Раковского сельсовета. На основании решения облисполкома от 14 июня 1972 года № 17/555 был образован Раздорский сельсовет с центром в хутор Раздоры. В состав Раздорского сельсовета были включены хутор Раздоры, хутор Кукушкино, хутор Субботин, переданные из Раковского сельсовета.
В 2012 году хутор включён в состав городского округа город Михайловка

## География
Хутор расположен на востоке городского округа город Михайловка, в лесо-пойменной зоне левого берега реки Медведицы, при устье реки Лычак. Хутор занимает своеобразный "полуостров", ограниченный с востока рекой Лычак, а с запада пойменными озёрами (озеро Гусиное и др.). Хутор окружён пойменными лесами. Высота центра населённого пункта около 90 метров над уровнем моря. Почвы — пойменные нейтральные и слабокислые.
По автомобильным дорогам расстояние до административного центра городского округа города Михайловки — 66 км, до областного центра города Волгограда — 210 км. В 2 км южнее хутора расположен ближайший населённый пункт посёлок Кукушкино.
Климат
Климат умеренный континентальный (согласно классификации климатов Кёппена — Dfa). Многолетняя норма осадков — 420 мм. Наибольшее количество осадков выпадает в июне — 49 мм, наименьшее в марте — 22 мм. Среднегодовая температура положительная и составляет + 7,0 °С, средняя температура самого холодного месяца января −9,0 °С, самого жаркого месяца июля +22,5 °С.
Часовой пояс
Раздоры, как и вся Волгоградская область, находится в часовой зоне МСК (московское время). Смещение применяемого времени относительно UTC составляет +3:00.

## Население
Динамика численности населения по годам:
| 1859 | 1873 | 1897 | 1915 | 1987 | 2002 |
| ---- | ---- | ---- | ---- | ---- | ---- |
| 1942 | 2143 | 3017 | 2857 | ≈310 | 320  |

| 2010 |
| ---- |
| 329  |